# اليهود المغاربة في إسرائيل
اليهود المغاربة في إسرائيل هم المهاجرين وأبناء مهاجري الجاليات اليهودية المغربية، الذين يقيمون الآن داخل إسرائيل. يبلغ عددهم حوالي 472,800  بعد حرب فلسطين عام 1947–1949، وبسبب الصراع الداخلي في الخمسينيات ، شهدت العقود العديدة القادمة موجات من الهجرة اليهودية المغربية إلى إسرائيل. لطالما مثل المغرب أكبر جالية يهودية في العالم الإسلامي. ولكن ابتداءً من وقت إقامة دولة إسرائيل، حتى منتصف السبعينيات، هاجر حوالي 90٪ من اليهود المغاربة إلى إسرائيل. كانت الهجرة اليهودية من المغرب غير شائعة قبل عام 1945. هذا يرجع جزئيا إلى عدم وجود ضغوط للمغادرة. شعر اليهود في المغرب بأن لديهم أمنًا سياسيًا وفرصة اقتصادية مواتية. لم يرغبوا في الانتقال إلى فلسطين التي يسيطر عليها البريطانيون حيث كان المشهد السياسي والظروف الاقتصادية غير مستقراًً. تغيرت السياسة بتولي الحسن الثاني عام 1961. وافق الحسن على قبول مكافأة كبيرة للفرد من المجتمع اليهودي الدولي لكل يهودي هاجر من المغرب، وبموجب هذه الاتفاقية سمح لليهود بحرية الهجرة. بين عامي 1961–1967، غادر حوالي 120،000 يهودي المغرب. أدت حرب 1967 إلى موجة أخرى من هجرة اليهود من المغرب، إلى فرنسا في المقام الأول، ولكن أيضًا إلى كندا والولايات المتحدة وإسرائيل ودول أخرى. سياسياً، يميل اليهود المغاربة إلى دعم الليكود أو شاس.

## شخصيات بارزة
- رؤوبين أبيرجل
- أرييه درعي
- غادي أيزنكوت
- بخور شالوم شيطريت
- روني الشيخ
- ميري ريغيف
- عمير بيرتز
- اورلي ليفي
- يائيل ابيكاسيس
- شلومو عمار
- إسحاق نافون
- شارين هاسكل
- يوسي بنايون
- موشيه بار آشر
- أومري كاسبي
- زائيف ريفاش
- أمرام أبورباح
- رونيت القبص
- دافيد ليفي